# لوئیس آگیمانگ
لوئیس آگیمانگ (انگلیسی: Louis Agyemang؛ زادهٔ ۴ آوریل ۱۹۸۳) بازیکن فوتبال اهل غنا بود.
از باشگاه‌هایی که در آن بازی کرده است می‌توان به باشگاه فوتبال کایزر چیفس، باشگاه ورزشی هارتس آف اوک، و باشگاه فوتبال ستاره ساحلی اشاره کرد.
وی همچنین در تیم ملی فوتبال غنا بازی کرده است.